# Willi Germund
Willi Germund, eigentlich Wilhelm Germund, (* 25. November 1954 in Bergheim; † 26. September 2023 in Riga) war ein deutscher Journalist.

## Leben
Geboren und aufgewachsen ist Willi Germund in Bergheim, wo er 1973 die Reifeprüfung am dortigen Erftgymnasium bestand. Zu seinen Klassenkameraden gehörte der spätere Auslandskorrespondent Thomas Urban. Nach dem Abitur verweigerte er den Wehrdienst und leistete Zivildienst. Seine journalistische Laufbahn begann er in der Bergheimer Lokalredaktion des Kölner Stadt-Anzeigers, bevor er als Sympathisant des Sandinisten-Regimes nach Nicaragua übersiedelte.
Von 1980 bis 1990 arbeitete Germund aus Nicaragua als Lateinamerika-Korrespondent für mehrere deutsche und schweizerische Regional- und Lokalzeitungen. Nach einer weiteren Station als Südafrika-Korrespondent, 1990 zog er nach Johannesburg, übersiedelte er 1996 nach Indien und 2001 weiter nach Bangkok, um über Mittel-, Süd- und Südostasien zu berichten. Während dieser Zeit arbeitete er weiterhin für den Kölner Stadt-Anzeiger sowie u. a. die Berliner Zeitung, Frankfurter Rundschau, Salzburger Nachrichten, die Basler Zeitung sowie die Jüdische Allgemeine.
Mit einem 2015 veröffentlichten autobiografischen Buch löste er ein breites Medienecho aus, da er darin schilderte, wie er über einen jenseits der Legalität agierenden Organhändler eine Niere kaufte. Eigenen Angaben zufolge zahlte Germund eine Summe von 30.000 Euro für das Organ.
In der Talkshow Markus Lanz (ZDF, 15. Januar 2015) sowie in der ARD-Sendung „Brisant“ (16. Februar 2015) verteidigte er sein Vorgehen. Die Interessengemeinschaft Nierenlebendspende e. V. (IGN) stellte am 12. Februar 2015 Strafanzeige bei der Staatsanwaltschaft Verden (Aller) wegen illegalen Organhandels. Das Verfahren wurde 2016 eingestellt.
Germund verstarb am 26. September 2023 in Riga im Alter von 68 Jahren auf einer Reise nach Lettland.

## Werke
- Vulkan der Träume. Nicaragua. Utopie und Alltag. Frankfurt a. M. 1986 (mit Dieter Eich), ISBN 3-89354-005-9.
- Allahs Missionare. Ein Bericht aus der Schule des Heiligen Krieges. Köln 2010, ISBN 978-3-8321-9524-3.
- Niere gegen Geld. Wie ich mir auf dem internationalen Markt ein Organ kaufte. Reinbek 2015, ISBN 978-3-499-61745-4.

## Interview
- Willi Germund/Thomas Urban: Krisen, Katastrophen, deutsche Touristen. Interview von Senta Krasser. In: Medium Magazin, 5.2023, S. 14–21.